# Швець Сергій Сергійович
Сергій Сергійович Швець (нар. 10 травня 1992) — український футболіст, захисник.

## Клубна кар'єра
Вихованець київського «Динамо». Окрім цього, з 2008 по 2009 рік виступав у ДЮФЛУ за РВУФК (Київ). У 2012 році грав за «Денис-Фарм» (смт Саврань) у чемпіонаті Одеської області. З 2015 по 2016 рік грав хахищав кольори одеської «Жемчужини».
1 липня 2016 року підписав контракт з «Реал Фармою». Дебютував у футболці одеського клубу 30 липня 2016 року в переможному (4:0) домашнього поєдинку 2-го туру Другої ліги проти білоцерківського «Арсенал-Київщини». Сергій вийшов на поле в стартовому складі та відіграв увесь матч. У весняно-осінній частині сезону 2016/17 років зіграв 4 матчі в Другій лізі України. Під час зимової перерви сезону 2016/17 років перебрався в «Суднобудівник». Дебютував у футболці миколаївського клубу 18 березня 2017 року в програному (0:3) виїзному поєдинку 21-го туру Другої ліги проти петрівського «Інгульця-2». У другій половині сезону 2016/17 років зіграв 12 матчів у Другій лізі України.
7 липня 2017 року перейшов у «Поділля». Дебютував у футболці хмельницького клубу 15 липня 2017 року в нічийному (0:0) поєдинку 1-го туру групи А Другої ліги проти вінницької «Ниви». Швець вийшов на поле в стартовому складі та відіграв увесь матч, а на 28-й хвилині отримав жовту картку. Дебютним голом за «Поділля» відзначився 28 квітня 2018 року на 34-й хвилині переможного (2:0) домашнього поєдинку 24-го туру групи А Другої ліги проти «Арсенал-Київщини». Сергій вийшов на поле в стартовому складі та відіграв увесь матч. У команді провів два сезони, за цей час у Другій лізі України провів 50 матчів та відзначився 2-ма голами.
1 липня 2019 року підсилив «Полісся». Дебютував у футболці житомирського клубу 27 липня 2019 року в переможному (1:0) домашньому поєдинку 1-го туру групи А Другої ліги проти вінницької «Ниви». Швець вийшов на поле в стартовому складі, на 45-й хвилині отримав жовту картку, а на 55-й хвилині його замінив Денис Притиковський.

## Кар'єра в збірній
У 2016 році виступав за збірну Одеської області в Кубку регіонів УАФ.